# 커뮤니티 뉴딜
커뮤니티 뉴딜(영어: New Deal for Communities)은 영국에서 가장 낙후된 지역들을 대상으로 영국 정부가 시행한 지역재생 정책이다. 이 계획은 영국 노동당 토니 블레어 정부가 수립해서 지역사회 지방정부부 산하 이웃재정비사업단의 감독아래 시행되었다.

## 지역 커뮤니티 뉴딜 조합
지역 커뮤니티 뉴딜 조합은 재생지구 별로 공동체 주관아래 사업이 진행될 수 있도록 했다. 1998년에 17개 지역 조합이 창립되었으며, 이후 1999년에 22개 조합이 늘어나 총 39개가 되었다.

## 1기 지역 조합
1998년 지역 조합이 승인된 지방 자치 지역
- 버밍엄(킹즈 노턴 지역 포함)
- 브래드포드(리틀 호턴, 마시필드와 웨스트볼링 지역 포함)[2]
- 브라이턴(이스트 브라이턴 지역 포함)[3]
- 브리스틀(바턴 힐 지역 포함)
- 핵니(쇼어디치 지역 포함)[4]
- 헐(프레스턴 로드 지역 포함)[5]
- 레스터(브론스톤 지역 포함)[6]
- 리버풀(켄싱턴 지역 포함)[7]
- 맨체스터(베스윅과 오픈쇼 지역 포함)[8]
- 미들즈브러(웨스트 미들즈브러 지역 포함)[9]
- 뉴캐슬어폰타인(아서즈 힐, 크루다스 팍, 하이 힐과 엘스윅 지역 포함)[10]
- 뉴햄(웨스트 햄과 프레스토 지역 포함)[11]
- 노리치(노스 얼햄, 락맨과 말핏)[12]
- 노팅엄(래드퍼드와 하이선 그린)[13]
- 샌웰(그릿 그린)
- 사우스웍(에일스베리 에스테이트)[14]
- 타워 햄릿(팍 뷰)[15]

이들 조합은 2010년에 기금이 중단되었다.

## 2기 지역 조합
1999년에 다음 지역으로 지역 조합이 확대되었다.
- 버밍엄(아스턴)[16]
- 브렌트(사우스 킬번)[17]
- 코번트리(이스트 엔드, 헨리 그린과 매너 팜)[18]
- 더비(더웬트)[19]
- 돈캐스터(센트럴 돈캐스터)[20]
- 해머 스미스 앤 풀햄(노스 풀햄)[21]
- 해링기(세븐시 스터즈)
- 하틀풀(웨스트 센트럴 하틀풀)[22]
- 이스링턴(핀스베리)[23]
- 노슬리[24]
- 램버스(클랩햄 팍)[25]
- 루이스햄(뉴 크로스 게이트)[26]
- 루턴(마시 팜)[27]
- 올드햄(하터쇼와 피턴힐)[28]
- 플리머스(데논포트)[29]
- 로치데일(헤이우드)[30]
- 살포드(찰스타운과 로어 커살)[31]
- 셰필드(번그리브)[32]
- 사우샘프턴(손힐)[33]
- 선덜랜드(이스트 엔드와 헨던)[34]
- 월살(브레이큰홀)
- 울브햄턴(올 세인트 앤 브레이큰홀 지역조합)

이 조합은 2011년에 기금이 중단될 예정이다.

## 결과
뉴캐슬 커뮤니티 뉴딜 정책은 10년 계획으로 타인즈 웨스트 엔드에 뉴캐슬의 경관을 바꾸기 위해 노력하고 있다. 이 계획은 2000년에 시작된 이래 공동체 주관 지역재생을 통해 아서힐, 크루다스 팍, 라이 힐과 엘스윅 등 낙후 지역을 살리려 노력하고 있다.
100개 이상의 사업이 서쪽 변두리와 시내 부유한 지역 사회 사이의 격차를 줄이기 위해 시행되었다.
이 계획 목표는 크게 5개이다.: 실업 ; 높은 범죄 발생률 ; 낮은 학업 성취도 ; 질병 ; 주택과 환경 문제.
주민이 지역 재생에 책임감을 갖도록 하기 위한 뉴딜 계약은 조직 구조에도 변영되어 있는데, 집행부에는 12명의 선출된 주민들이 다수를 차지하고 있다.
2006년 9월에 뉴딜 담당 구역의 범죄는 3.4백만 파운드(한화로 환산 60억원 정도)가 투입된 범죄 근절 조치로 21 퍼센트가 떨어졌다.